# Josef Moravec (politik)
Josef Moravec (15. srpna 1850 České Petrovice – 3. srpna 1937 Dvůr Králové nad Labem), byl rakouský a český lékař, menšinový aktivista a politik, na konci 19. století poslanec Českého zemského sněmu a starosta Dvora Králové.

## Biografie
Pocházel ze smíšeného českoněmeckého pohraničního kraje. Základní vzdělání získal v německých školách, pak studoval v Kostelci nad Orlicí a Rychnově nad Kněžnou. Absolvoval medicínu na Karlo-Ferdinandově univerzitě v Praze a Vídeňské univerzitě. Působil jako lékař v Králíkách a v Polici nad Metují. Od roku 1882 trvale žil a působil ve Dvoře Králové nad Labem, kde se koncem století uvádí jako městský fyzik. Byl aktivní ve veřejném životě české komunity. Založil tu Českou besedu, byl starostou místního Sokola a zasedal v předsednictvu Ústřední matice školské. Byl členem Národní jednoty severočeské, jejíž vznik inicioval svým projevem na sjezdu studentského spolku Krakonoš ve Dvoře Králové. Podporoval rozvoj českého menšinového školství v regionu. Inicioval založení gymnázia v Dvoře Králové. Byl starostou Dvora Králové. Za jeho éry byla založena městská spořitelna a došlo k přestavbě děkanského kostela svatého Jana Křtitele. Roku 1897 koupil a provozoval lázně Velichovky. Publikoval práce v oboru lékařství. Od roku 1891 vydával list Český venkov.
V 90. letech 19. století se zapojil i do zemské politiky. Ve volbách v roce 1895 byl zvolen v městské kurii (volební obvod Hradec Králové, Jaroměř, Josefov) do Českého zemského sněmu. Politicky patřil k mladočeské straně. Uvádí se později jako poslanec za realistickou stranu.
Zemřel v srpnu 1937.